# Малі Мости
Малі Мости (пол. Mosty Małe) — село в Польщі, у гміні Любича-Королівська Томашівського повіту Люблінського воєводства. Населення — 68 осіб (2011). Розташоване на Закерзонні (в історичному Надсянні).

## Історія
На 1 січня 1939 року у селі мешкало 650 осіб (500 українців-греко-католиків, 25 українців-римокатоликів, 15 поляків, 110 євреїв).
У 1975—1998 роках село належало до Замойського воєводства.

## Демографія
Демографічна структура станом на 31 березня 2011 року:
|          | Загалом | Допрацездатний вік | Працездатний вік | Постпрацездатний вік |
| -------- | ------- | ------------------ | ---------------- | -------------------- |
| Чоловіки | 30      | 3                  | 24               | 3                    |
| Жінки    | 38      | 5                  | 20               | 13                   |
| Разом    | 68      | 8                  | 44               | 16                   |

## Особистості

### Народилися
- Марія Левків-Козачук (нар. 1927) — польський лікар-офтальмолог та українська громадська діячка в Польщі[4].